# Xyloperthella scutula
Xyloperthella scutula är en skalbaggsart som först beskrevs av Pierre Lesne 1901.  Xyloperthella scutula ingår i släktet Xyloperthella och familjen kapuschongbaggar. Inga underarter finns listade i Catalogue of Life.